# Menhir de Couëbrac
Le menhir de Couëbrac est un menhir situé sur la commune de Nozay, dans le département de la Loire-Atlantique, en France.

## Historique
L'historien local Alcide Leroux signale le menhir à Pitre de Lisle du Dreneuc qui visite le site en janvier 1881. Le monument est classé au titre des monuments historiques en 1928.

## Localisation
Le menhir est situé sur la commune de Nozay, au village de Coisbrac. Il se trouve à l'extrémité d'un large promontoire couvert de lande, se terminant au-dessus d'une petite gorge rocheuse, actuel site d'extraction de schiste, et où passe le ruisseau de Cetray, petit affluent de la rivière du Don.

## Description
Le menhir de Couëbrac est un bloc de quartz blanc veiné de rose, avec quelques petites inclusions de cassitérite. Il mesure 2,80 m de hauteur, 2,15 m de largeur et 60 à 75 cm d'épaisseur.